# 布里斯班市政廳
布里斯班市政廳（英語：Brisbane City Hall）是澳大利亞昆士蘭州布里斯班的一座建築，也是布里斯班市議會的辦公地點。布里斯班市政廳位於乔治王广场，被認為是布里斯班最美麗的建築之一。在建設當時布里斯班市政廳也是布里斯班最高的建築。

## 外部連結
- Google Earth placemark （页面存档备份，存于） showing location of the Camp Mountain granite quarry. (Google Earth is needed to view this placemark.)
- . Australian Heritage Database. Department of the Environment.